# Bergmann-Bayard
Le Bergmann-Bayard est un pistolet semi-automatique de conception allemande fabriqué par les Anciens Établissements Pieper de Herstal, en Belgique. 
3 000 exemplaires sont commandés en 1908 par l'Espagne. Ils sont livrés entre 1908 et 1910 sous le nom de Pistola Bergmann de 9 mm modelo 1908.
Il est utilisé par les armées espagnoles jusqu'en 1922[Quoi ?] et danoises jusqu'en 1945.